# Prix de la ville de Vienne
Les prix de la ville de Vienne (en allemand : preise der stadt Wien) sont des prix d'excellence décernés chaque année depuis 1947 par la ville de Vienne en Autriche dans plusieurs catégories. Chaque prix est doté d'un montant de 8 000 euros pour un montant total de 96 000 euros.

## Les catégories
Actuellement (en 2009), les prix sont décernés dans neuf catégories :
- Prix de la ville de Vienne d'architecture
- Prix de la ville de Vienne pour les arts visuels (de)
- Prix de la ville de Vienne de littérature
- Prix de la ville de Vienne de musique
- Prix de la ville de Vienne de journalisme (de)
- Prix de la ville de Vienne d'éducation populaire (de)
- Prix de la ville de Vienne en sciences humaines et sociales (de)
- Prix de la ville de Vienne en sciences médicales (de)
- Prix de la ville de Vienne en sciences naturelles (de)

Il y a en outre plusieurs prix d'encouragement.